# Обручиште
Обручиште (болг. Обручище) — село в Болгарии. Находится в Старозагорской области, входит в общину Гылыбово. Население составляет 1 756 человек.

## Политическая ситуация
В местном кметстве Обручиште, в состав которого входит Обручиште, должность кмета (старосты) исполняет Илия  Марков Илиев (независимый) по результатам выборов правления кметства.
Кмет (мэр) общины Гылыбово — Николай Тонев Колев (инициативный комитет) по результатам выборов в правление общины.